# Galaxie (groupe)
Ne doit pas être confondu avec Galaxie 500.
Galaxie est un groupe de garage rock québécois, originaire de Montréal. Formé en 2002 sous le nom Galaxie 500, le groupe opte pour le nom Galaxie à la suite de menaces de poursuites judiciaires d'un groupe américain homonyme. Le band mené par Olivier Langevin compte six albums à son actif.

## Biographie

### Débuts (2002–2009)
Reconnu dès l’adolescence pour ses talents de guitariste émérite, Olivier Langevin, commence sa carrière professionnelle aux côtés d’artistes d’envergure tels Fred Fortin, Mara Tremblay et Mononc’ Serge. Ayant le désir de mener à bien son projet artistique personnel, l’auteur-compositeur-interprète, forme Galaxie 500. Au printemps 2002, il publie un premier album, éponyme, remarqué par la critique et les amateurs de rock lourd aux racines blues. Galaxie 500 est enregistré par Olivier Langevin (guitare, chant), Pierre Girard (guitare), Fred Fortin (guitare, chant), Simon Gauthier (basse), et Michel Dufour (batterie).
En avril 2006, Olivier Langevin sort Le temps au point mort. Fort de ses nouvelles expériences professionnelles à titre de réalisateur notamment, il crée un disque où le rock pesant et les guitares corrosives côtoient les mélodies et les textures planantes. À la fois par l’écriture réfléchie et la composition inspirée, le guitariste propose aux mélomanes un horizon musical élargi. Pour l'album, Langevin est rejoint par Girard (guitare) et Fortin (batterie), et par Vincent Peake (basse) de Groovy Aardvark (1986–2005) et Frank Lafontaine (claviers) de Karkwa. En tournée, il convie Fred Fortin, Pierre Girard, François Lafontaine et Vincent Peake à monter sur scène avec lui. Lors d’une série de spectacles en France, la formation fait un passage remarqué dans de prestigieux festivals français, dont le Printemps de Bourges et Garorock. Après la sortie de Le temps au point mort, Galaxie 500 est nommé pour le groupe de l'année à la dixième édition des MIMI (Montreal International Music Initiative).

### Tigre et diesel(2011–2014)
En 2010, le groupe change de nom pour devenir simplement Galaxie. Au début de 2011 paraît Tigre et diesel, le troisième album du groupe. Langevin offre alors au public un opus fidèle à sa souche stoner rock tout en ajoutant une touche électro à ses compositions pour les rendre plus dansantes. Sa prose est toujours aussi près des soirées enivrantes dont on a peine à se souvenir. Galaxie fait salle comble presque tous les soirs de sa tournée de plus de 70 concerts. Sa performance au Métropolis de Montréal, devant plus de 1 500 personnes, est considérée par plusieurs journalistes, gens de l’industrie et spectateurs, comme le meilleur spectacle de l’édition 2011 des Francofolies de Montréal.
L’album se mérite une nomination au Prix Polaris pour le meilleur album canadien. Galaxie est le seul projet francophone apparaissant sur la liste des dix finalistes. En 2011, Tigre et diesel, est en lice dans quatre catégories au Gala de l’ADISQ et se mérite le Félix pour la réalisation ainsi que celui pour la prise de son et le mixage, tandis que Camouflar, le second extrait, remporte le Félix du « vidéoclip de l’année ». Galaxie sort également grand gagnant de la sixième édition du Gala alternatif de la musique indépendante du Québec (GAMIQ). Galaxie met la main sur les trophées pour l’« artiste de l’année », le « meilleur spectacle de l’année », la « chanson de l’année » (Piste 1) et le « meilleur disque » dans la catégorie rock.

### ZuluetSuper Lynx Deluxe(depuis 2015)
En janvier 2015, le groupe publie un extrait de 23 secondes intitulé Robot lynx issu de leur futur album. Le 24 février 2015, le public découvre Zulu, le quatrième album de Galaxie. Réalisé par Olivier Langevin avec l’aide de Pierre Fortin et de Pierre Girard, le nouvel opus se veut la suite logique de Tigre et diesel : des chansons rock électro de party sans compromis. L’exploration est poussée d’un cran notamment par l’utilisation de rythmes africains et l’enveloppe électro mise de l’avant. En spectacle, Olivier Langevin partagera la scène avec Fred Fortin (basse), Pierre Fortin (batterie), Jonathan Bigras (percussions), François Lafontaine (claviers) et Karine Pion (voix et percussions).
En plus de tenir la barre de Galaxie, Olivier Langevin est reconnu pour ses nombreuses réalisations de disques et collaborations avec différents artistes. Membre de Gros Mené, il réalise des albums de Mara Tremblay, Vincent Vallières, Fred Fortin et Les Dales Hawerchuk.
Le groupe lance un cinquième album en 2018, Super Lynx Deluxe. En février 2024, le groupe lance un albums-surprise, À demain peut-être. Cette même année, l’album reçoit également une nomination au Gala de l’ADISQ dans la catégorie Album de l’année – Rock.

## Membres

### Membres actuels
- Olivier Langevin (depuis 2002)
- Fred Fortin (depuis 2002)
- Pierre Fortin (depuis 2007)
- François Lafontaine (depuis 2006)
- Karine Pion (depuis 2012)

### Anciens membres
- Michel Dufour (2002-2006)
- Simon Gauthier (2002-2006)
- Pierre Girard (2002-2009)
- Vincent Peake (2005-2009)
- Daniel Thouin (2011)
- Audrey-Michèle Simard (2011-2012)
- Myëlle (2011-2012)
- Jonathan Bigras (2015-2020)